# Trachyopella hyalinervis
Trachyopella hyalinervis är en tvåvingeart som först beskrevs av Oswald Duda 1925.  Trachyopella hyalinervis ingår i släktet Trachyopella och familjen hoppflugor. Inga underarter finns listade i Catalogue of Life.